# Ginástica nos Jogos da Commonwealth de 1978
A ginástica estreou nos Jogos da Commonwealth de 1978 na cidade de Edmonton, no Canadá, com as disputas da ginástica artística masculina e feminina.

## Eventos
- Individual geral masculino
- Equipes masculino
- Equipes feminino
- Individual geral feminino

## Medalhistas
| Evento           | Ouro                 | Prata                                | Bronze             |
| Masculino        |                      |                                      |                    |
| Equipes          | CAN                  | ENG                                  | AUS                |
| Individual geral | CAN Philip Delesalle | AUS Lindsay Nylund                   | CAN Jean Choquette |
| Feminino         |                      |                                      |                    |
| Equipes          | CAN                  | ENG                                  | NZL                |
| Individual geral | CAN Elfi Schlegel    | CAN Monica Goermann CAN Sherry Hawco | nenhum             |

## Quadro de medalhas
| Ordem | País          | Medalha de ouro | Medalha de prata | Medalha de bronze | Total |
| ----- | ------------- | --------------- | ---------------- | ----------------- | ----- |
| 1     | Canadá        | 4               | 2                | 1                 | 7     |
| 2     | Inglaterra    |                 | 2                |                   | 2     |
| 3     | Austrália     |                 | 1                | 1                 | 2     |
| 4     | Nova Zelândia |                 |                  | 1                 | 1     |
| TOTAL | TOTAL         | 4               | 5                | 3                 | 12    |